# Большое Безруково
 Большое Безруково  — деревня в Пижанском муниципальном округе Кировской области.

## География
Расположена на расстоянии примерно 4 км по прямой на запад от райцентра поселка Пижанка.

## История
Известна с 1873 года как деревня Безрукова, в которой дворов 60 и жителей 435, в 1905 (починок Большое Безруково), дворов было 31 и жителей 179. В 1926 году это уже была деревня, дворов 37 и жителей 186 (мари 150), в 1950 дворов 38 и жителей 158, в 1989 году 333 жителя. До 2020 года входила в состав Безводнинского сельского поселения до его упразднения.

## Население
Постоянное население составляло 281 человек (мари 97%) в 2002 году, 224 в 2010.